# Battaglia di Åndalsnes
La battaglia di Åndalsnes ebbe luogo proprio ad Åndalsnes, in Norvegia, nel 1940 tra britannici e norvegesi contro paracadutisti tedeschi, in piena Campagna di Norvegia.
Dopo l'inizio dell'invasione della Norvegia, nell'aprile del 1940, i britannici sbarcarono ad Åndalsnes come parte di una manovra a tenaglia per prendere la città di Trondheim.
Per impedire che i britannici avanzassero nell'entroterra, un'unità di paracadutisti tedeschi venne lanciata su Dombås, dove ebbe luogo una battaglia tra i due schieramenti, il 14 aprile.
Mancando il supporto aereo, i britannici furono costretti a ritirarsi, i primi di maggio.